# Exorcismul din ținutul Gadarenilor

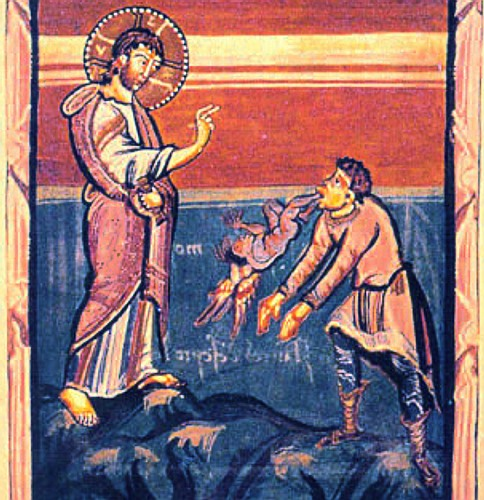
Ilustraţie a unei cărţi medievale cu tema: Cristos exorcizând pe îndrăcitul din ținutul Gadarenilor.

Exorcismul din ținutul Gadarenilor (Vindecarea demonizatului din ținutul Gadarenilor) este una din minunile lui Iisus, consemnată în Evanghelia după Matei (8:28-34), în cea după Marcu (5:1-20) și în cea după Luca (8:26-39).
Potrivit evangheliilor, Iisus a exorcizat un om demonizat în ținutul Gadarenilor. Evanghelistul Matei vorbește de doi oameni, dar Marcu și Luca menționează doar un singur om, posedat de un demon numit Legiune, pentru că erau mai mulți demoni în unul singur.
O altă diferență notabilă față de relatarea lui Matei este cu privire la locul unde a avut loc acest eveniment. La Matei, localitatea este ținutul Gadarenilor, iar Iisus a fost întâmpinat de oamenii demonizați imediat după ce a coborât din barcă. Ținutul Gherghesenilor nu se învecinează cu Marea Galileei, totuși autorii Evangheliilor după Marcu și după Luca au plasat acolo această minune. Autorul Evangheliei după Matei are o mai bună cunoaștere a geografiei regiunii decât ceilalți evangheliști și a schimbat localizarea minunii în ținutul Gadarenilor pentru că este mai aproape de Marea Galileei.
Evanghelia după Marcu consemnează că această minune a avut loc când Iisus a traversat Marea Galileii (Lacul Ghenizaret) în ținutul Gerasenilor. Acolo l-a întâmpinat un om posedat de un duh necurat care venea din peșterile aflate în munți. Nimeni nu putea să-l lege pe acest om, nici măcar cu lanțuri, pentru că nu era nimeni atât de puternic să-l potolească. El umbla noaptea și ziua prin morminte și prin munți, strigând și tăindu-se cu pietre.
Când l-a văzut de departe pe Iisus, el a alergat și a îngenuncheat în fața lui. A strigat cu glas puternic: "Ce ai cu mine, Iisuse, Fiu al lui Dumnezeu Celui Preaînalt? Nu mă chinui pentru numele lui Dumnezeu!" Căci Iisus îi spunea: "Ieși din omul acesta, duh necurat!"
Apoi Iisus l-a întrebat: "Care îți este numele?"
"Numele meu este Legiune," a răspuns el, "pentru că suntem mulți."
Și l-au implorat pe Iisus să nu-i trimită afară din acel ținut.
Pe dealurile din împrejurimi păștea o turmă mare de porci. Demonii l-au rugat pe Iisus: "Trimite-ne pe noi în porci, ca să intrăm în ei." El le-a dat voie, iar duhurile necurate au ieșit din om și au intrat în porci. Turma de vreo două mii de porci s-a aruncat în lac de pe țărmul înalt și porcii s-au înecat.
Cei care păzeau porcii au fugit și au vestit în cetate și prin sate, iar oamenii au venitsă vadă ce s-a întâmplat. Când s-au dus la Iisus, ei l-au văzut pe omul care fusese posedat de legiunea de demoni, șezând jos, îmbrăcat și întreg la minte, și li s-a făcut frică. Cei ce au văzut le-au povestit oamenilor ce s-a întâmplat cu demonizatul și cu porcii. Atunci oamenii au început să-l roage pe Iisus să plece de pe teritoriul lor.
Această povestire are unele asemănări cu paragraful Isaia 65:4, în care sunt menționați oameni care locuiau în morminte și în crăpături de stâncă și care mâncau carne de porc.